# Amira Sayed
Amira Sayed Khaled (* 7. Februar 1997) ist eine ägyptische Kugelstoßerin und Diskuswerferin.

## Sportliche Laufbahn
Erste internationale Erfahrungen sammelte Amira Sayed bei den Jugendafrikameisterschaften 2013 in Warri, bei denen sie mit 42,20 m die Goldmedaille im Diskuswurf, sowie mit 13,61 m die Silbermedaille im Kugelstoßen gewann. Anschließend siegte sie mit 44,48 m bei den Arabischen Jugendmeisterschaften in Kairo und erreichte bei den Jugendweltmeisterschaften in Donezk mit 44,61 m Rang neun und schied mit der Kugel mit 14,02 m in der Qualifikation aus. Im Jahr darauf siegte sie bei den Arabischen Juniorenmeisterschaften in Kairo mit 44,81 m im Diskuswurf und gewann mit 12,54 m die Bronzemedaille im Kugelstoßen. Damit qualifizierte sie sich im Diskuswurf für die Olympischen Jugendspiele in Nanjing, bei denen sie mit 47,12 m im Finale den fünften Platz belegte. 2015 gewann sie bei den Juniorenafrikameisterschaften in Addis Abeba mit 44,60 m die Silbermedaille mit dem Diskus und wurde im Kugelstoßen mit einer Weite von 11,45 m Siebte. Anschließend erreichte sie bei den Arabischen Meisterschaften in Manama mit 45,87 m Rang fünf. 2016 schied sie bei den U20-Weltmeisterschaften in Bydgoszcz mit 47,83 m in der Qualifikation aus. 2018 belegte sie bei den Mittelmeerspiele mit 49,17 m Rang 13 und belegte bei den Afrikameisterschaften in Asaba mit 48,02 m den siebten Platz im Diskuswurf sowie mit 12,21 m Rang acht im Kugelstoßen.
2019 gewann sie bei den Arabischen Meisterschaften in Kairo mit 45,04 m die Silbermedaille hinter der Bahrainerin Noora Salem Jasim. Im Juli schied sie bei der Sommer-Universiade in Neapel mit einer Weite von 49,22 m in der Qualifikation aus. Ende August nahm sie erstmals an den Afrikaspielen in Rabat teil und belegte dort mit 47,13 m den siebten Platz.
2016 und 2019 wurde Sayed ägyptische Meisterin im Diskuswurf.

## Persönliche Bestleistungen
- Kugelstoßen: 12,54 m, 26. April 2014 in Kairo
- Diskuswurf: 49,22 m, 8. Juli 2019 in Neapel